# Diocèse anglican de Manchester
Pour les articles homonymes, voir Diocèse de Manchester.
Le diocèse de Manchester est un diocèse anglican de la Province d'York qui s'étend autour de la ville de Manchester. Son siège est la cathédrale de Manchester.
Il est créé en 1847 à partir du diocèse de Chester. En 1926, le diocèse de Blackburn en est séparé.
Le diocèse se divise en trois archidiaconés
- Manchester,
- Bolton,
- Rochdale.

Trois évêques suffragants en relèvent également :
- l'évêque de Bolton,
- l'évêque de Middleton,
- l'évêque de Hulme.